# Mazinho
Iomar do Nascimento, mer känd som Mazinho, född den 8 april 1966 i Santa Rita, Paraíba, är en brasiliansk före detta fotbollsspelare som tog OS-silver i fotbollsturneringen vid de olympiska sommarspelen 1988 i Seoul och VM-guld 1994. Han är far till fotbollsspelarna Thiago Alcântara och Rafael Alcântara.